# Memoriał Stanisława Szozdy 2014
1. edycja wyścigu kolarskiego Memoriał Stanisława Szozdy odbyła się w dniu 21 września 2014 roku i liczyła 39 km. Start i meta wyścigu miały miejsce na Rynku w Prudniku. Był organizowany przez gminę Prudnik oraz Polski Związek Kolarski.
Przed rozpoczęciem wyścigu burmistrz Prudnika Franciszek Fejdych dokonał przy ul. Kościuszki odsłonięcia pomnika Stanisława Szozdy. W uroczystości uczestniczyli m.in. Franciszek Surmiński, Ryszard Szurkowski, Tadeusz Mytnik, Mieczysław Nowicki i Wacław Skarul.

## Zwycięzcy poszczególnych kategorii
Na podstawie
- Elita mężczyzn: Robert Radosz
- Elita kobiet: Monika Brzeźna
- Masters: Piotr Janczura
- Orlik: Adrian Banaszek
- Junior: Patryk Złotowicz
- Juniorka: Justyna Kaczkowska
- Junior młodszy: Mateusz Manowski
- Juniorka młodsza: Edyta Gołek
- Młodzik: Cezary Bzdak
- Młodziczka: Agnieszka Marciniak
- Dziewczęta – gimnazjum: Karolina Irakh
- Chłopcy – gimnazjum: Marek Bajorek
- Dziewczęta klasy 4-6: Małgorzata Manowska
- Dziewczęta klasy 1-3: Małgorzata Maćkowska
- Chłopcy klasy 4-6: Aleksander Wyszyński
- Chłopcy klasy 1-3: Szymon Rojek